# Thierry Issiémou
Thierry Issiémou est un footballeur gabonais né le 31 mars 1983 à Libreville. Il évolue au poste défenseur avec JS Saint-Pierroise

## Palmarès
- Coupe du Gabon de football : 2006
- Championnat de Hongrie de football : 2007